# Суды над военными преступниками (Финляндия)
Суды над военными преступниками в Финляндии (фин. Sotasyyllisyysoikeudenkäynti, швед. Krigsansvarighetsprocessen) представляли собой судебные процессы над финскими лидерами военного времени, ответственными за «влияние на Финляндию с целью её вступления в войну с Советским Союзом и Соединённым Королевством в 1941 году или предотвращения мира» во время «Войны-продолжения». В отличие от других процессов, связанных с военной ответственностью во время Второй мировой войны, финские процессы не были международными. Судебные процессы проводились с ноября 1945 по февраль 1946 года специальным судом, состоявшим из председателей Верховного суда Финляндии, Высшего административного суда Финляндии, профессора Хельсинкского университета и двенадцати депутатов, назначенных парламентом Финляндии. Обвиняемые были признаны виновными и находились в заключении до тех пор, пока их не освободили условно-досрочно, а затем помиловали. В отличие от аналогичных судов в Германии, и 
судов в Японии, никто из обвиняемых не был казнён.

## Предпосылки
Московское перемирие, подписанное 19 сентября 1944 года, содержало статью 13 со следующим положением:

Финляндия обязуется сотрудничать с Союзными Державами в деле задержания лиц, обвиняемых в военных преступлениях, и суда над ними.
Финны изначально думали, что будут судить за обычные военные преступления. Однако, как стало ясно из Московской декларации от 30 октября 1943 года, союзные державы намеревались привлечь к ответственности и за другие действия.
Союзная контрольная комиссия и Коммунистическая партия Финляндии неоднократно поднимали вопрос о суде весной и летом 1945 года. Когда Лондонский договор (Лондонская хартия) от 8 августа 1945 года определил три типа преступлений: военные преступления, преступления против мира и преступления против человечности, стало очевидно, что Финляндия не останется единственной страной-союзницей Германии, лидеры которой не будут осуждены. 11 сентября парламент принял закон, позволяющий преследовать виновных в войне. Верховный суд Финляндии и ведущие судебные эксперты опротестовали закон как противоречащий конституции Финляндии и противоречащим западным судебным принципам (он должен был применяться задним числом), но не прокомментировали его политическую необходимость. Финская общественность расценила это как насмешку над верховенством закона. Известно, что Юхо Кусти Паасикиви, который в то время был премьер-министром Финляндии, заявил, что условия перемирия по этому вопросу игнорируют все законы.

## Судебный процесс
Судебные процессы проводились в Финляндии в соответствии с финским законодательством (обратной силы) с участием финских судей. Закон ограничил уголовную ответственность высшим руководством; преследованию подверглись только политики и военный посол Финляндии в Берлине Тойво Микаэль Кивимяки. Объединённый судебный процесс начался 15 ноября 1945 года. Контрольная комиссия, которая следила за выполнением перемирия от имени Союзников, создала комитет для наблюдения за судебными процессами и неоднократно вмешивалась в них, пока судебные процессы не завершились в феврале 1946 года.

### Обвиняемые
| Обвиняемый     | Должность                       | Приговор                           |
| Ристо Рюти     | 5-й президент Финляндии         | 10 лет тюрьмы                      |
| Юкка Рангелл   | 25-й премьер-министр Финляндии  | 6 лет тюрьмы                       |
| Эдвин Линкомис | 28-й премьер-министр Финляндии  | 5 лет и 6 месяцев лишения свободы  |
| Вяйно Таннер   | Министр                         | 5 лет и 6 месяцев лишения свободы  |
| Тойво Кивимяки | Посол Финляндии в Третьем Рейхе | 5 лет тюрьмы                       |
| Хенрик Рамзи   | Министр                         | 2 года и 6 месяцев лишения свободы |
| Антти Кукконен | Министр                         | 2 года тюрьмы                      |
| Тико Рейникка  | Министр                         | 2 года тюрьмы                      |

На переговорах руководства Коммунистической партии Финляндии с председателем Союзной контрольной комиссии Андреем Ждановым был поднят вопрос об отстранении от должности председателя Социал-демократической партии Вяйно Таннера. В своих личных заметках Жданов писал: «Если Таннер будет отстранён, Социал-демократическая партия развалится…», открыв тем самым путь к коммунистическому контролю над левыми.

## Реакция на суд
Большинство финнов отвергли легитимность судебного процесса, потому что закон ex post facto противоречил Конституции Финляндии, и от того, что лишь финские, а не советские лидеры, отдавшие приказ о вторжении в Финляндию в 1939 году, были привлечены к ответственности за обвинение в агрессивной войне. Отсутствие общественной поддержки судебного разбирательства привело к тому, что финское правительство в итоге условно-досрочно помиловало каждого из обвиняемых, приговорённых к тюремному заключению.
Вопрос о том, знали ли финские чиновники об уничтожении евреев в ходе своего сотрудничества с нацистской Германией, на суде не поднимался. Хотя Финляндии удалось предотвратить депортацию и убийство почти всех своих евреев во время войны, вопрос о том, знало ли финское государство о Холокосте, продолжает оставаться спорным внутри страны.
Президент Паасикиви жаловался своему помощнику, что приговоры, вынесенные в ходе судебного процесса, были одним из самых больших камней преткновения на пути улучшения отношений между Финляндией и Советским Союзом.

## Последствия
После ратификации Парижского мирного договора в Советском Союзе 29 августа 1947 года Контрольная комиссия союзников покинула Финляндию 26 сентября 1947 года. Президент Паасикиви освободил Кукконена и Рейникку условно-досрочно в октябре, а Рамзи — в декабре, когда они отбыли пять шестых своего наказания. Остальным было предоставлено условно-досрочное освобождение в соответствии с финским уголовным законодательством после отбытия половины срока наказания. 19 мая 1949 года Паасикиви помиловал находившегося в больнице Рюти (во время заключения его здоровье ухудшилось, и он оставался инвалидом до своей смерти в 1956 году). Он также помиловал Рангелла, Таннера, Линкомиеса и Кивимяки, которые всё ещё находились под условно-досрочным освобождением. В тот день Паасикиви записал в своём дневнике: «[Это было]… самое благородное дело, в котором я участвовал за последние пять лет».